# Brustwarzensalbe

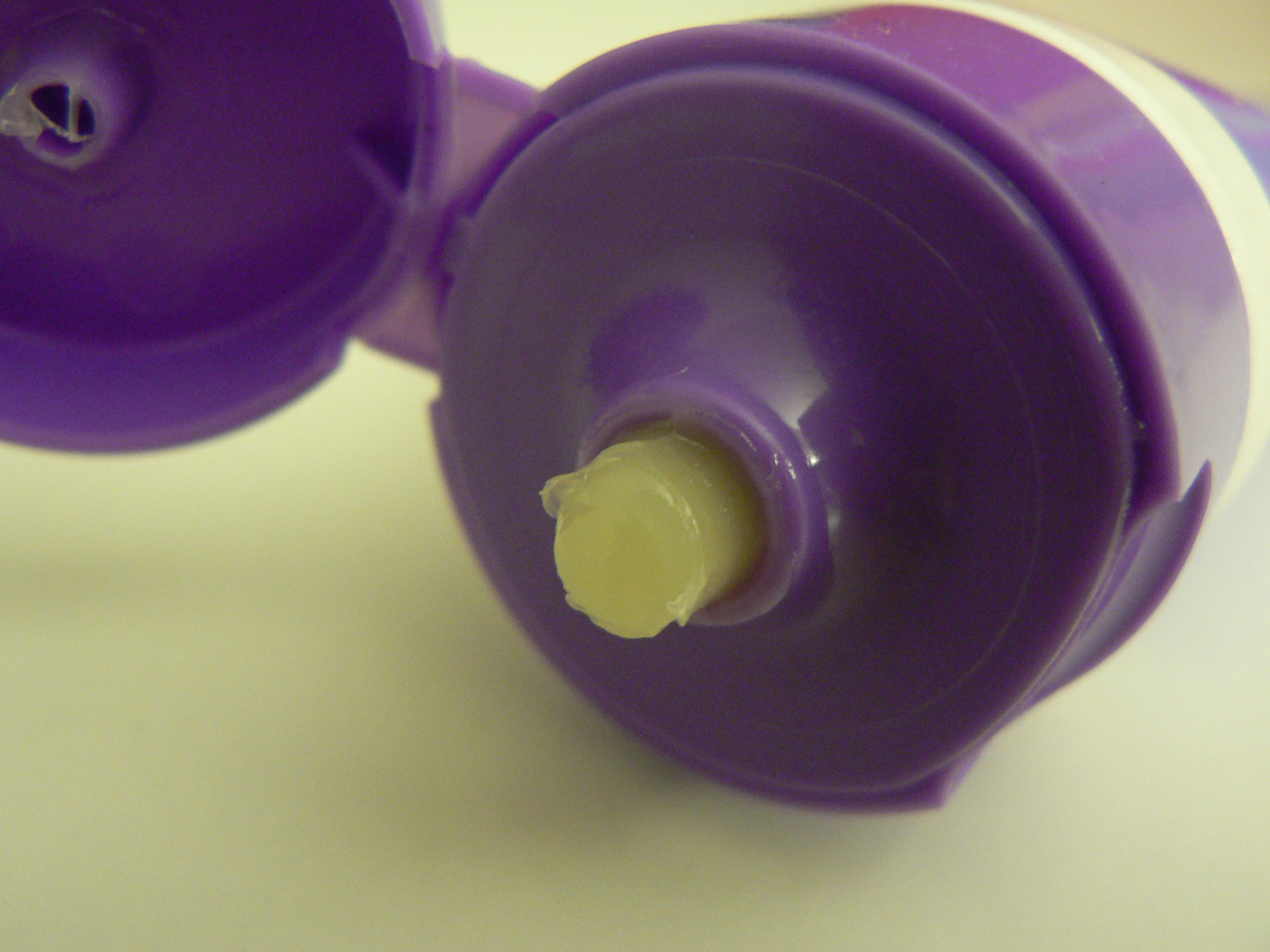
Salbe aus Wollwachs

Brustwarzensalbe ist ein kosmetisches Pflegemittel. Die Salbe fördert die Wundheilung gereizter Brustwarzen nach dem Stillen.

## Anwendung
Die Brustwarzensalbe wird in den ersten 10 Tagen des Wochenbettes nach dem Stillen des Säuglings dünn auf die Brustwarze aufgetragen.

## Inhaltsstoffe

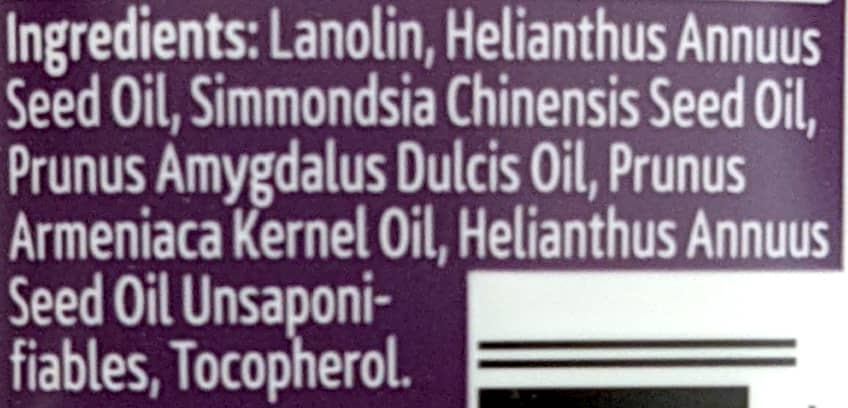
INCI-konforme Angabe der Inhaltsstoffe einer Brustwarzensalbe

Brustwarzensalbe enthält hochreines Wollwachs (INCI-Bezeichnung: Lanolin), das feuchtigkeitsbindend ist und die innere Wundheilung unterstützt. Wollwachs beugt Schorfbildungen vor. Zusätzlich ist Wollwachs rückfettend, entzündungshemmend und stärkt die hauteigene Schutzbarriere.
Neben Wollwachs sind in vielen Brustwarzensalben Pflanzenöle wie Sonnenblumenöl oder Jojoba-Öl enthalten. Ein Hersteller setzt auch hydriertes Poly-1-decen ein.
Nicht geeignet für die Anwendung im Bereich der Brustwarzen und des Warzenhofs sind Salben mit Grundlagen auf Erdölbasis (Vaseline etc.) und/oder mit Wirkstoffen wie etwa Adstringentien, Lokalanästhetika,  Dextrose, Alkohol oder Vitaminen.

## Wirkungsweise
Lanolin bildet einen Schutzfilm, der die Feuchtigkeit im Gewebe hält, Schorf- und Krustenbildung vermindert und dadurch die natürliche Wundheilung unterstützt.